# Comuna Sedlîșce, Stara Vîjivka
Sedlîșce (în ucraineană Седлище) este o comună în raionul Stara Vîjivka, regiunea Volînia, Ucraina, formată din satele Borzova, Ceremșanka și Sedlîșce (reședința).

## Demografie
Componența lingvistică a satului Sedlîșce
     Ucraineană (99,9%)
     Alte limbi (0,1%)
Conform recensământului din 2001, majoritatea populației satului Sedlîșce era vorbitoare de ucraineană (99,9%), existând în minoritate și vorbitori de alte limbi.